# James H. Clark

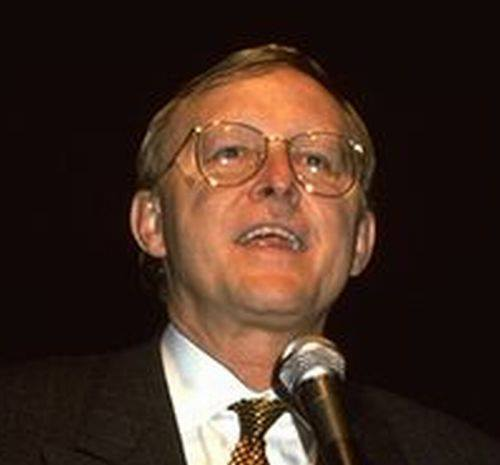
James H. Clark 2013

James Henry Clark (* 23. März 1944 in Plainview, Texas) ist ein Unternehmer der IT- bzw. Computerindustrie.

## Leben
1982 gründete James H. Clark mit einigen Absolventen der Stanford University die Firma  Silicon Graphics. Die ersten Grafikworkstations von Silicon Graphics waren gewöhnliche Terminals, aber schon bald produzierte das Unternehmen neuere Modelle, die unabhängige graphische Workstations darstellten, unter dem Betriebssystem Unix liefen und über sehr leistungsfähige Grafikhardware verfügten. Das Unix-Derivat von Silicon Graphics ist unter dem Namen IRIX bekannt.
1978 entwickelte er gemeinsam mit Edwin Catmull den Catmull–Clark-Algorithmus, ein als Subdivision Surfaces bekanntes mathematisches Verfahren zur Glättung organischer Oberflächenstrukturen in der Computergrafik.
1993 gründete Clark zusammen mit Marc Andreessen die Firma Netscape Communications Corporation. 2004 wurde er in die American Academy of Arts and Sciences aufgenommen.
Clark war Eigner der Luxusyacht Hyperion, des ersten Segelschiffs, das sich über das Internet fernsteuern lässt. 2023 stand die Hyperion für 12,95 Millionen Euro zum Verkauf. 2014 ließ er sich die 100-Fuß-Rennyacht Comanche bauen, um mit ihr neue Segelrekorde aufzustellen. Außerdem besitzt Clark die Royal Huisman Segelyachten Athena, Hanuman und die historische Motoryacht Atlantide. Im Juli 2012 wurde die Athena für 95 Millionen Dollar zum Verkauf angeboten, 2018 reduzierte Clark den Verkaufspreis auf 45 Millionen Dollar. Die J-Klasse Yacht Hanuman wurde im Jahr 2012 für 18 Millionen Dollar und 2023 für 14,9 Millionen Dollar zum Verkauf angeboten.
Im Jahr 2016 wurde Clark mit dem Legacy Award der World Superyacht Awards ausgezeichnet.